# テロリスト・ゲーム2/危険な標的
『テロリスト・ゲーム2/危険な標的』（原題：Night Watch、別題：Detonator II: Night Watch）は、1995年のアメリカ合衆国のアクションテレビ映画。ピアース・ブロスナン主演。1993年に放送された『テロリスト・ゲーム』の続編である。

## ストーリー
北アフリカで人質の救出任務に当たっていたマイク・グラハムたちは、情報が漏れて敵から攻撃を受けて仲間のルークが死亡する。そのころ香港では、マーティン・シュレイダーが取引相手のマオ・イージンに情報盗聴のデモンストレーションを見せて、ウォール街を混乱に陥らせた。アムステルダムの国立美術館に保管されていた、レンブラントの『夜警』を感慨深げに見ていた美術鑑定家のルイ・アルマンドは、それが贋作であることを見抜きやる気のない監視係のミルズ・ヴァン・ディーンを責めるが、ミルズは自分に非はないと責任を免れようとする。その調査が国連に依頼され、救出任務でルークを失ったことに落胆していたマイクは、上司のニック・コールドウェルからサブリナ・カーヴァーと一緒にアムステルダムに飛ぶよう命令される。到着したマイクとサブリナは、アルマンドから絵について詳細な情報を聞き出し、マイクは警部とともに下絵の持ち主だったレマーという人物が所有する船へと向う。

## キャスト
| 役名                     | 俳優                     | 日本語吹替 | 日本語吹替   |
| 役名                     | 俳優                     | ソフト版   | フジテレビ版 |
| ------------------------ | ------------------------ | ---------- | ------------ |
| マイク・グラハム         | ピアース・ブロスナン     | 山寺宏一   | 江原正士     |
| サブリナ・カーヴァー     | アレクサンドラ・ポール   | 塩田朋子   | 一城みゆ希   |
| ニック・コールドウェル   | ウィリアム・ディヴェイン | 菅生隆之   | 阪脩         |
| マーティン・シュレイダー | マイケル・J・シャノン    | 千田光男   | 金尾哲夫     |
| マオ・イージン           | リム・カイシュウ         | 田中正彦   | 大塚明夫     |
| マイラ・タン             | アイリーン・ウン         | 田中敦子   | 日髙のり子   |
| ミルズ・ヴァン・ディーン | ハイド・マーズ           | 山路和弘   | 若本規夫     |
| デ・ジョン警部           | トム・ジャンセン         | 稲葉実     |              |
| ルイ・アルマンド         | トマスラヴ・ラリス       |            | 谷口節       |
| レマー                   | ハロルド・ボーン         |            |              |
| テッド・フィスク         | ロルフ・サクトン         | 仲野裕     |              |
| 警備員                   | ゴラン・ヴィシュニック   |            |              |

- フジテレビ版：初回放送1999年1月30日『ゴールデン洋画劇場』

## スタッフ
- 監督・脚本：デヴィッド・ジャクソン（英語版）
- 製作：ピーター・スネル
- 撮影監督：マイケル・ネグリン
- プロダクションデザイナー：マーティン・ヘバート
- 編集：エリック・ボイド＝パーキンス
- 衣裳デザイン：アニー・シモンズ
- 音楽：ジョン・スコット
- 日本語字幕：林完治
- ソフト版日本語吹替
演出：松川陸
翻訳：平田勝茂
製作：クリプリ
- フジテレビ版日本語吹替
演出：岡本知
翻訳：平田勝茂
調整：飯村靖雄
効果：VOX
製作：グロービジョン
担当：山形淳二、保原堅一郎